# Kviksølvnitrat
Kviksølvnitrat er en uorganisk forbindelse, et salt, af kviksølv og salpetersyre med formlen Hg2(NO3)2.
Det fremtræder som et fast guldt stof og bruges som udgangsstof til andre komplekser af Hg22+. Strukturen af hydratet er blevet fastslået ved hjælp af røntgenkrystallografi. Det består af et [H2O-Hg-Hg-OH2]2+-center, med en afstand mellem kviksølvatomerne på 254 pm.